# Руско-турска война (1806 – 1812)
Руско-турската война започва през декември 1806 г., когато Османската империя заставя владетелите на дружествено настроените към Русия Молдова и Влашко да се откажат от престола.
Отначало, докато отношенията с Наполеон не са ясни, Русия няма намерение да предприема военни действия и да съсредоточава големи сили на границата, надявайки се на мирно урегулиране. С нарастването на перспективата за война с Франция обаче руското ръководство се решава на бързо уреждане на проблемите с южната си граница.
Успешната военна кампания на фелдмаршал Михаил Кутузов заставя турците да се откажат от Бесарабия, което е закрепено в Букурещкия договор от 8 май 1812 г.
След войната на Балканите Русия се стреми към преселването на български бежанци в Новорусия. Въпреки големия брой бежанци, преминали Дунав, руската администрация среща тяхното нежелание да напуснат Влашко и да заминат за далечните Буджак и Херсон. От около 90 хиляди български бежанци по време на войната едва 10% се установяват на руска територия, а голямото мнозинство остава във Влашко и Западна Молдова.